# Aufnahmepunkt
Aufnahmepunkte (AP) sind Lagefestpunkte, die das TP-Netz unterster Ordnung (im Regelfall 4. Ordnung) verdichten und – gemeinsam mit diesen Trigonometrischen Punkten – einen koordinatenmäßigen Anschluss von Messungen an das übergeordnete Bezugssystem der Landesvermessung ermöglichen. Man unterscheidet Aufnahmepunkte 1. und 2. Ordnung, wobei Letztere – in Analogie zu den TPs – die höhere Verdichtungsstufe darstellen.
APs sollten so gelegt werden, dass sie sich im öffentlichen Raum befinden und aus verschiedenen Richtungen gut einsehbar sind. Ein typischer Ort ist der Fußweg an einer Straßenkreuzung.

## Bestimmung
Aufnahmepunkte können mit Hilfe von Polygonzügen, klassischer Einzelpunktbestimmung oder Satellitengeodäsie (GPS) bestimmt werden. Da letztere Methode Bestimmungsgenauigkeiten erlaubt, die von der Ordnung des jeweiligen AP unabhängig sind, und daher zunehmend eingesetzt wird, verliert die Unterscheidung zwischen APs 1. und 2. Ordnung allmählich an Bedeutung.

## Sicherung
Damit ein Aufnahmepunkt in der Örtlichkeit wieder aufgefunden werden kann, müssen Abstandsmaße (Spannmaße) zu markanten topographischen Punkten wie Gebäudeecken, Masten, Zaunpfeilern etc. in Dezimeter- oder Zentimeter-Genauigkeit gemessen werden. Zur Wiederherstellung dienen auf fünf Millimeter genau bestimmte Distanzen zu drei solchen Sicherungspunkten.
Des Weiteren werden in den sich so ergebenden Sicherungsdreiecken die Winkel am AP bestimmt, um eine ausreichende Verprobung zu gewährleisten. Die Sicherungspunkte dürfen sich nicht in derselben Gefahrenzone wie der AP selbst befinden. Bei verlorengegangener Vermarkung des AP kann einer der Sicherungspunkte zum neuen AP erklärt werden, was wiederum oben genannte Arbeitsschritte erforderlich macht.

## Darstellung
Die Einmessungsskizzen werden nach den im jeweiligen Bundesland geltenden Rissvorschriften angefertigt und heißen AP-Karten oder AP-Beschreibungen. Als zweckmäßig erwiesen sich A5- und A4-Format (siehe auch Punktbeschreibung). Aufnahmepunkte, die für eine Liegenschaftsvermessung benutzt wurden, sind sowohl im Fortführungsriss zeichnerisch darzustellen als auch im Risskopf (Legende) zu nennen. Als AP-Übersicht fungieren Deckpausen der DGK5 oder, in den neuen Bundesländern, die TK10. Die unterschiedlichen Ordnungen und Bestimmungsgenauigkeiten können in den AP-Übersichten mit entsprechender Symbolik hervorgehoben werden.
In Inselkarten wurden Aufnahmepunkte dargestellt, da sie als Anfangs- und Endpunkte von Messungslinien zur manuellen Kartierung des Karteninhalts unerlässlich waren. In den heute gängigen Rahmenkarten bzw. im Bestand der ALK-Daten sind APs eher informatorisch enthalten.

## Sonstiges
Gelegentlich dienten Aufnahmepunkte als Grenzpunkte. Dies ist problematisch, da eine Neuvermarkung des AP eine Grenzverhandlung mit den betroffenen Eigentümern erfordert. In heutiger Zeit vermeidet man solche Doppelfunktionen von Vermessungspunkten.
Historisch bedingt dienten APs als Instrumentenstandpunkt zur Aufnahme der Neupunkte, heute, in der Zeit der freien Stationierung, nur dem Netzanschluss. Daher tritt der Begriff „Aufnahmepunkt“ momentan zu Gunsten von „Anschlusspunkt“ in den Hintergrund – unter Bewahrung der etablierten Abkürzung AP.
In Thüringen heißen Aufnahmepunkte Katasterfestpunkte (KFP), die Einmessungsskizzen dementsprechend KFP-Beschreibung.